# Bovender Deckel
Als Bovender Deckel wird ein 400 m langer Tunnel in der niedersächsischen Gemeinde Bovenden bezeichnet. Der Deckel ging aus längeren Diskussionen hervor und dient im Wesentlichen dem Lärmschutz der Anwohner. Er nimmt je zwei Gleise der Schnellfahrstrecke Hannover–Würzburg, der Strecke zwischen Hannover und Kassel sowie die Bundesstraße 3 auf.

## Aufbau
Das Bauwerk besteht aus drei Trögen von 11,25 m (Nord-Süd-Strecke), 13,85 m (Neubaustrecke) bzw. 13,00 m (Bundesstraße) Breite. Die Bundesstraße ist dabei auf der Westseite angeordnet, die Neubaustrecke verläuft mittig und die Bestandsstrecke auf der Ostseite des Bauwerks.
Das Bauwerk ist mit Erde überschüttet und begrünt.

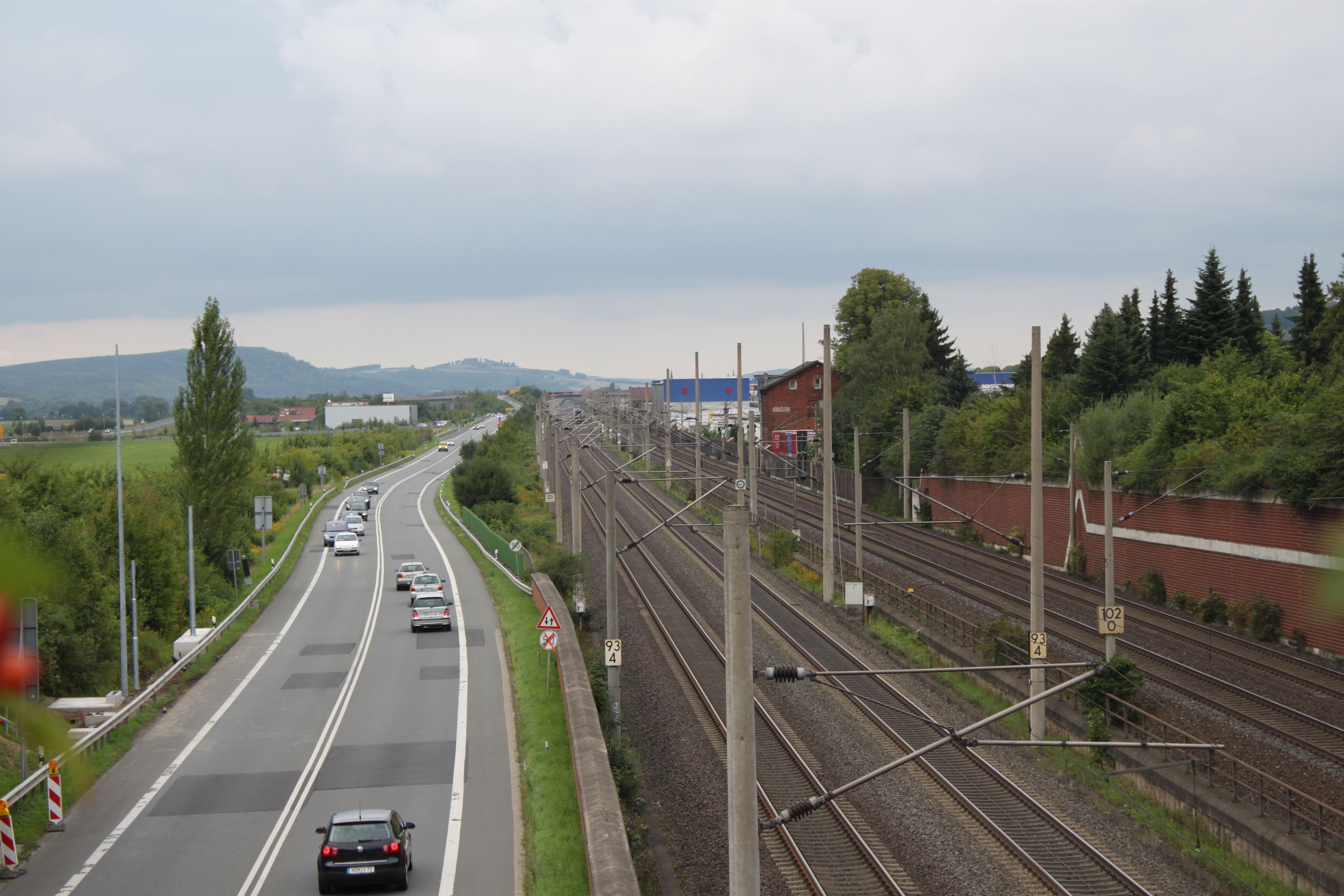
Blick vom Nordportal nach Norden
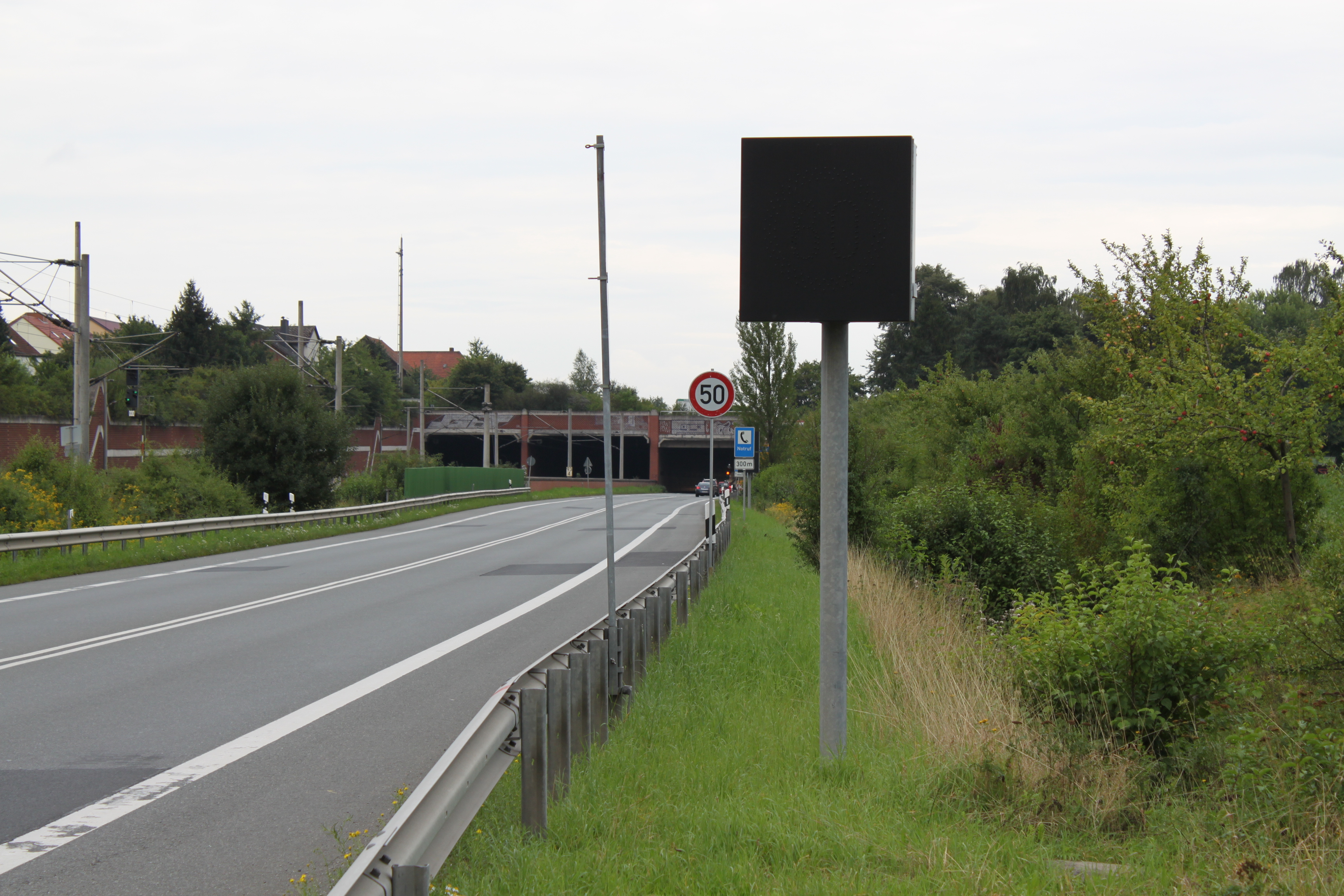
Blick auf das Nordportal von Norden
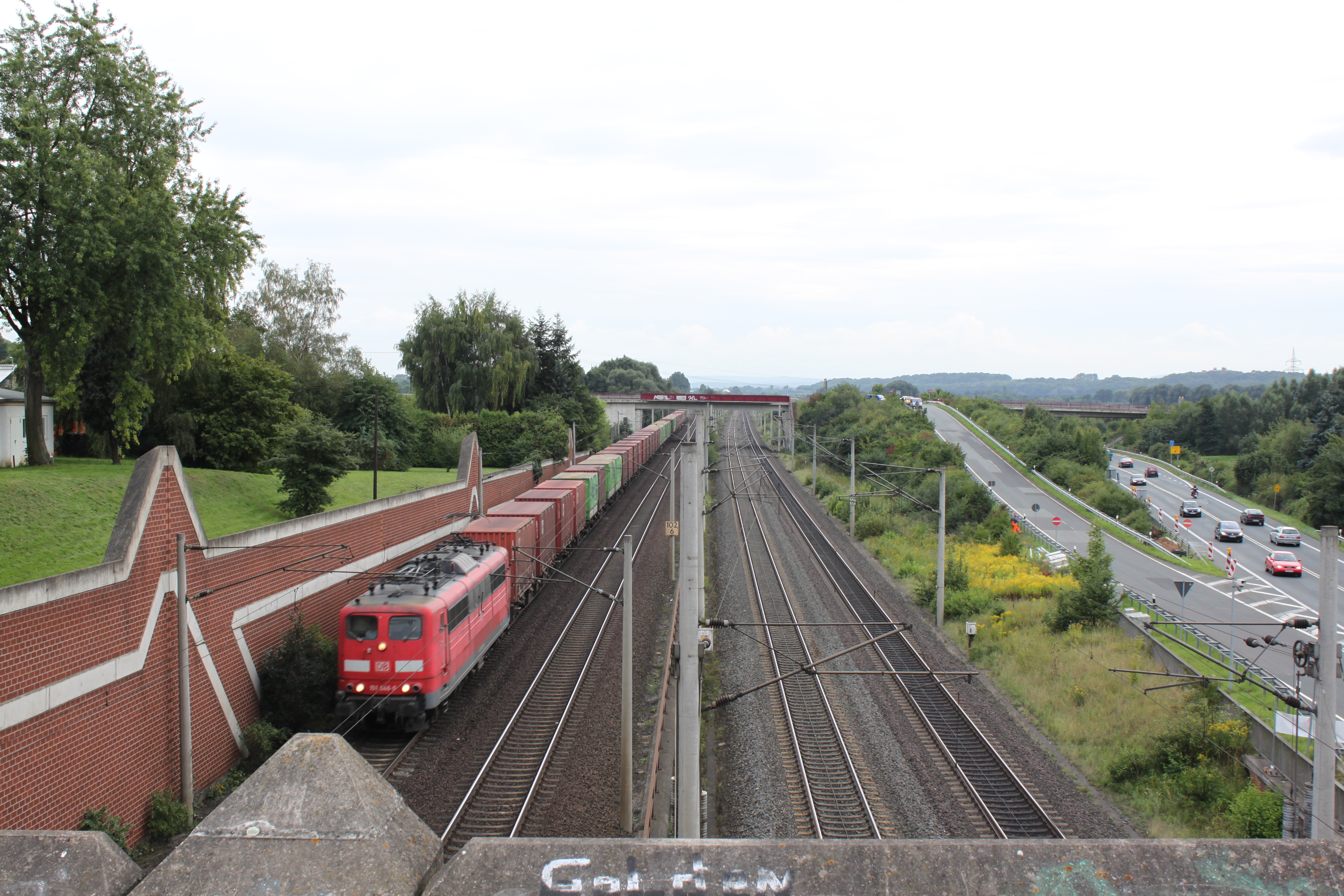
Blick vom Südportal: Ein Güterzug ist auf der Bestandsstrecke auf dem Weg nach Norden
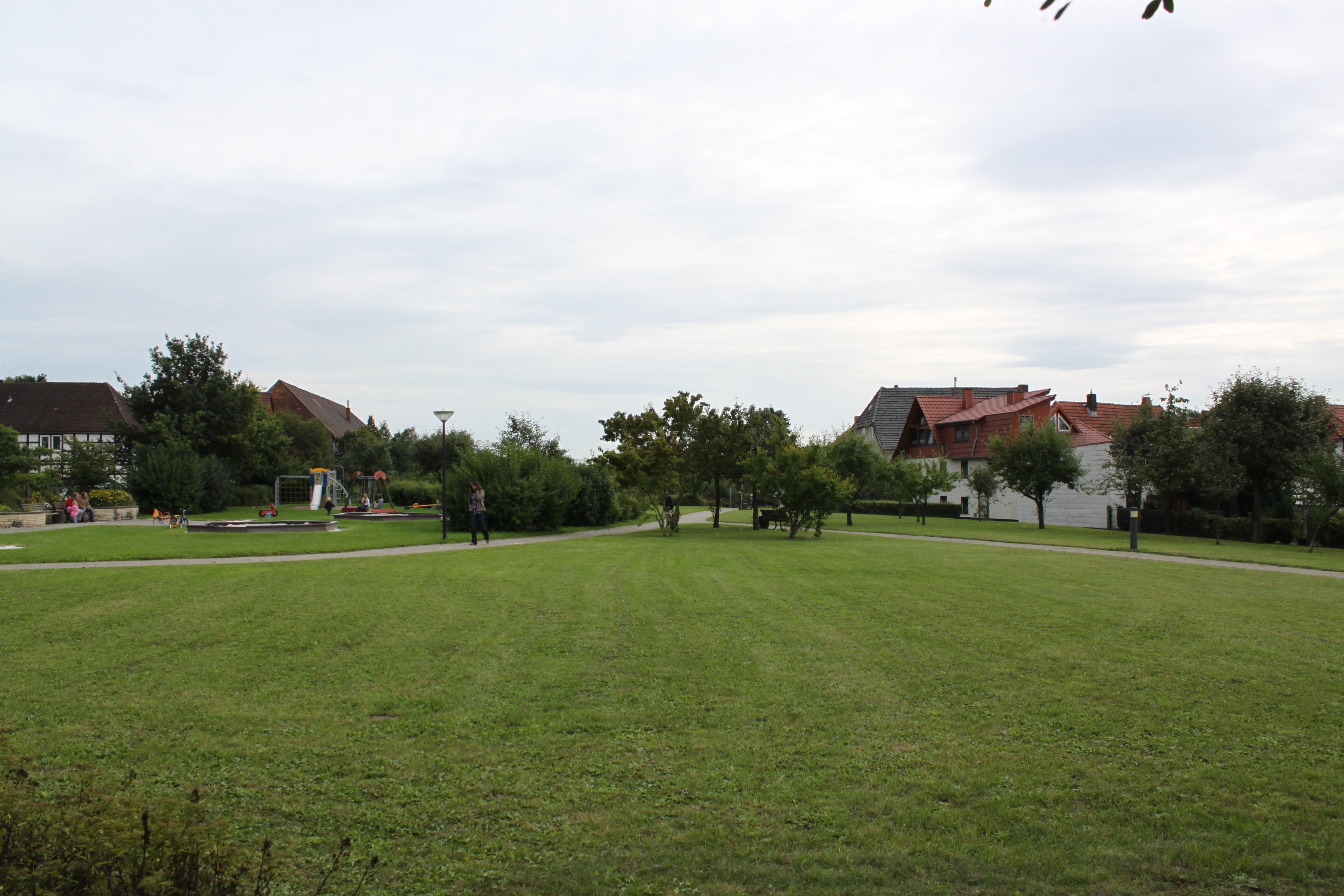
Ein Teil der auf dem Deckel angelegten Parkanlage

## Geschichte

### Ausgangssituation
Beim Bau der Hannöverschen Südbahn lief die Strecke an der Ostseite des damaligen Dorfes Bovenden entlang. Durch die Ausdehnung des Ortes entstanden auch östlich der Strecke Siedlungen, die über zwei Brücken mit den alten Besiedelungsanlagen verbunden waren. Vor Baubeginn der Neubaustrecke durchquerte die Nord-Süd-Strecke den Flecken in einem bis zu neun Meter tiefen Einschnitt.

### Planung
In der Planungsphase der Schnellfahrstrecke warf die gleichzeitige Durchquerung der Neubaustrecke und der in diesem Abschnitt zu trassierenden Bundesstraße 3 durch den Einschnitt der bisherigen Bahntrasse besondere Probleme auf. Ursprünglich war geplant, die Neubaustrecke durch den bestehenden Abschnitt der Südbahn zu trassieren, wobei beidseitig Stützwände errichtet werden sollten. Der so entstandene Trog wäre, einschließlich der im Zuge der Planung ebenfalls einbezogenen Bundesstraße, 40 m breit geworden. Von diesen Maßnahmen wären auch mehrere Häuser betroffen gewesen.
Die 800 m lange Durchfahrung des Ortskerns sollte zunächst in einem bis zu 8 m tiefen Einschnitt erfolgen. Die Neubaustrecke sollte dabei 1,30 m unterhalb des Niveaus der Nord-Süd-Strecke geführt werden, um die erforderlichen lichten Höhen unter Brücken zu erreichen. Von der DB beauftragte Landschaftsarchitekten hatten die Bepflanzung der Einschnittskanten mit Obstbäumen entwickelt, um den „Charakter von Bovenden mit seinen Obstgärten und Baumgruppen“ aufzunehmen. Das Raumordnungsverfahren war am 30. September 1977 abgeschlossen worden; anschließend wurden Vorentwürfe für die Planfeststellung erstellt. Ende der 1979 Jahre rechnete die Deutsche Bahn damit, das Planfeststellungsverfahren für den Bereich Bovenden (Planfeststellungsabschnitt 3.6) „in Kürze“ einleiten zu können.
Die Gemeinde Bovenden forderte dagegen einen 400 m langen Deckel über den drei Verkehrswegen, während das Bundesverkehrsministerium zunächst nur eine etwa 125 Meter lange Abdeckung zusagen wollte. Die Detailplanung begann unmittelbar nach Abschluss des Raumordnungsverfahrens, im Jahr 1980. Im Herbst 1981 war ein bis zu zehn Meter tiefer Einschnitt geplant. Der vorhandene Einschnitt sollte durch Stützwände verbreitert werden, um Eingriffe in die umliegende Bebauung zu vermeiden. Die Nord-Süd-Strecke sollte dabei an den Ostrand des Einschnitts verschoben und ein Güterzuggleis-Überholungsgleis aufgelassen werden.
Weiter verkompliziert wurde das Verfahren durch die geplante Neutrassierung der B 3. Nachdem zunächst eine westliche Umfahrung Bovendens durch die Fernstraße geplant und von den am Raumordnungsverfahren Beteiligten auf Zustimmung gestoßen war, sprachen sich die Straßenplaner später aus wirtschaftlichen Gründen für eine Parallelführung von Neubaustrecke und Bundesstraße aus. Im Laufe des Raumordnungsverfahrens der B 3 wurde diese parallele Führung nach und nach von allen Beteiligten ebenso gefordert wie die Aussetzung des Planfeststellungsverfahrens der Neubaustrecke, bis die Streckenführung der B3 geklärt sei. Das Raumordnungsverfahren der B3 wurde im August 1981 abgeschlossen, mit der Forderung, die Bundesstraße westlich parallel zur Neubaustrecke durch Bovenden zu trassieren. Damit wurde ein gemeinsames Planfeststellungsverfahren für Neubaustrecke und Bundesstraße notwendig. Dem Bundesverkehrsminister oblag dabei die Entscheidung, den Trog teilweise zu deckeln.
Noch Mitte 1983 war keine unterirdische Streckenführung in Bovenden vorgesehen gewesen. Ende 1985 erteilte der Bundesverkehrsminister schließlich die Genehmigung für die 400-Meter-Abdeckelung.
Der Abschnitt Bovenden wurde, als letzter der neun Planfeststellungsabschnitte zwischen Northeim und Göttingen, im Juli 1986 planfestgestellt. Noch im Juli 1987, als alle übrigen Planfeststellungsbeschlüsse bereits Bestandskraft erlangt hatten, stand der Beschluss für den Bovender Abschnitt noch aus. Im Mai 1988 stand noch eine Klage im Bovender Abschnitt aus, wobei aufgrund eines angeordneten Sofortvollzugs bereits mit den Bauarbeiten begonnen worden war.
In der Planungsphase der Schnellfahrstrecke gehörte der Deckel zum 27 km (km 75,5 bis 102,5) langen Planungsabschnitt 3 (Edesheim–Göttingen) der Strecke in Niedersachsen. Er war dem Baulos 314 zugeordnet, zwischen dem Bahnhof Nörten-Hardenberg (km 91,300) bis zur Gemarkungsgrenze Bovenden (km 95,180).
Die Gleisanlagen der Nord-Süd-Strecke wurden im Bereich von Bovenden auf 2,0 km Länge neu trassiert.

### Bau

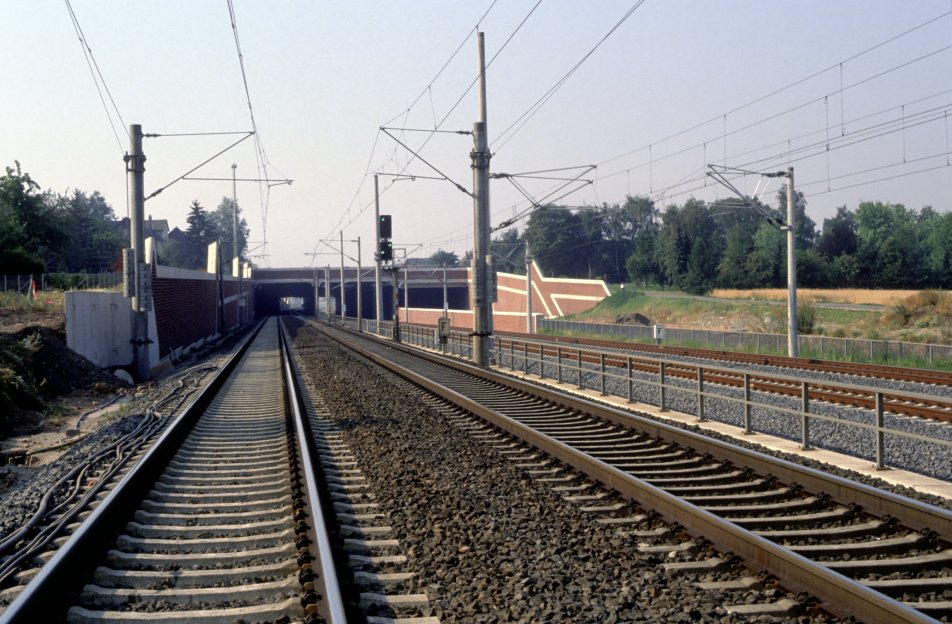
Blick auf das Nordportal, von den Gleisen der Bestandsstrecke (um 1990)

Die Bauarbeiten an dem Deckel begannen im Juli 1986.
Das Bauwerk wurde 1989 fertiggestellt. Am 29. September 1989 wurde ein so genanntes „Deckelfest“ gefeiert.

### Auswirkungen
Durch das Bauwerk ging die Lärmbelastung in Bovenden nach Bahnangaben um bis zu 20 dB(A) zurück. Die subjektiv empfundene Lärmbelastung im Ortskern sollte auf bis zu ein Viertel des ursprünglichen Wertes zurückgehen.